# Campionat de França de Ral·lis
El Campionat de França de Ral·lis (en francès, Championnat de France des rallyes) és la principal competició de ral·lis de França. Els equips participen en les diferents proves territorials i estatals que es reagrupen en la denominada "Copa de França". A final de temporada, els millors pilots territorials són convidats a una prova final estatal. La Federació Francesa organitza dos campionats: el d'Asfalt i el de Terra.

## Ral·lis d'Asfalt

### Campions
A 31 de desembre de 2015
| Any  | Pilot               | Automòbil                |
| ---- | ------------------- | ------------------------ |
| 1967 | Bernard Consten     | Alfa Romeo Giulia GTA    |
| 1968 | Jean-Claude Andruet | Alpine A110              |
| 1969 | Jean Vinatier       | Alpine A110              |
| 1970 | Jean-Claude Andruet | Alpine A110              |
| 1971 | Jean-Pierre Nicolas | Alpine A110              |
| 1972 | Bernard Darniche    | Alpine A110              |
| 1973 | Jean-Luc Thérier    | Alpine A110              |
| 1974 | Jacques Henry       | Alpine A110              |
| 1975 | Jacques Henry       | Alpine A110              |
| 1976 | Bernard Darniche    | Lancia Stratos           |
| 1977 | Guy Fréquelin       | Alpine A310              |
| 1978 | Bernard Darniche    | Lancia Stratos           |
| 1979 | Bernard Béguin      | Porsche 911              |
| 1980 | Jean Ragnotti       | Renault 5 Alpine         |
| 1981 | Bruno Saby          | Renault 5 Turbo          |
| 1982 | Jean-Luc Thérier    | Renault 5 Turbo          |
| 1983 | Guy Fréquelin       | Opel Manta 400           |
| 1984 | Jean Ragnotti       | Renault 5 Maxi Turbo     |
| 1985 | Guy Fréquelin       | Opel Manta 400           |
| 1986 | Didier Auriol       | MG Metro 6R4             |
| 1987 | Didier Auriol       | Ford Sierra Cosworth     |
| 1988 | Didier Auriol       | Ford Sierra Cosworth     |
| 1989 | François Chatriot   | BMW M3                   |
| 1990 | François Chatriot   | BMW M3                   |
| 1991 | Bernard Béguin      | Ford Sierra Cosworth 4x4 |
| 1992 | Bernard Béguin      | Ford Sierra Cosworth 4x4 |
| 1993 | Bernard Béguin      | Ford Escort Cosworth     |
| 1994 | Patrick Bernardini  | Ford Escort Cosworth     |
| 1995 | Patrick Bernardini  | Ford Escort Cosworth     |
| 1996 | Gilles Panizzi      | Peugeot 306 Maxi         |
| 1997 | Gilles Panizzi      | Peugeot 306 Maxi         |
| 1998 | Philippe Bugalski   | Citroën Xsara Kit Car    |
| 1999 | Philippe Bugalski   | Citroën Xsara Kit Car    |
| 2000 | Philippe Bugalski   | Citroën Xsara WRC        |
| 2001 | Sébastien Loeb      | Citroën Xsara Kit Car    |
| 2002 | Benoît Rousselot    | Subaru Impreza WRC       |
| 2003 | Alexandre Bengué    | Peugeot 206 WRC          |
| 2004 | Stéphane Sarrazin   | Subaru Impreza WRC       |
| 2005 | Nicolas Bernardi    | Peugeot 206 WRC          |
| 2006 | Nicolas Vouilloz    | Peugeot 307 WRC          |
| 2007 | Patrick Henry       | Peugeot 307 WRC          |
| 2008 | Dany Snobeck        | Peugeot 307 WRC          |
| 2009 | Guillaume Canivenq  | Peugeot 207 S2000        |
| 2010 | Bryan Bouffier      | Peugeot 207 S2000        |
| 2011 | Gilles Nantet       | Porsche GT3 996 Cup      |
| 2012 | Jean-Marie Cuoq     | Ford Focus RS WRC        |
| 2013 | Julien Maurin       | Ford Fiesta RS WRC       |
| 2014 | Julien Maurin       | Ford Fiesta RS WRC       |
| 2015 | Jean-Marie Cuoq     | Citroën C4 WRC           |
| 2016 | Sylvain Michel      | Škoda Fabia R5           |
| 2017 | Yoann Bonato        | Citroën DS3 R5           |
| 2018 | Yoann Bonato        | Citroën C3 R5            |
| 2019 | Yohan Rossel        | Citroën C3 R5            |
| 2020 | Yoann Bonato        | Citroën C3 R5            |
| 2021 | Yoann Bonato        | Citroën C3 R5            |